# Victor Horsley

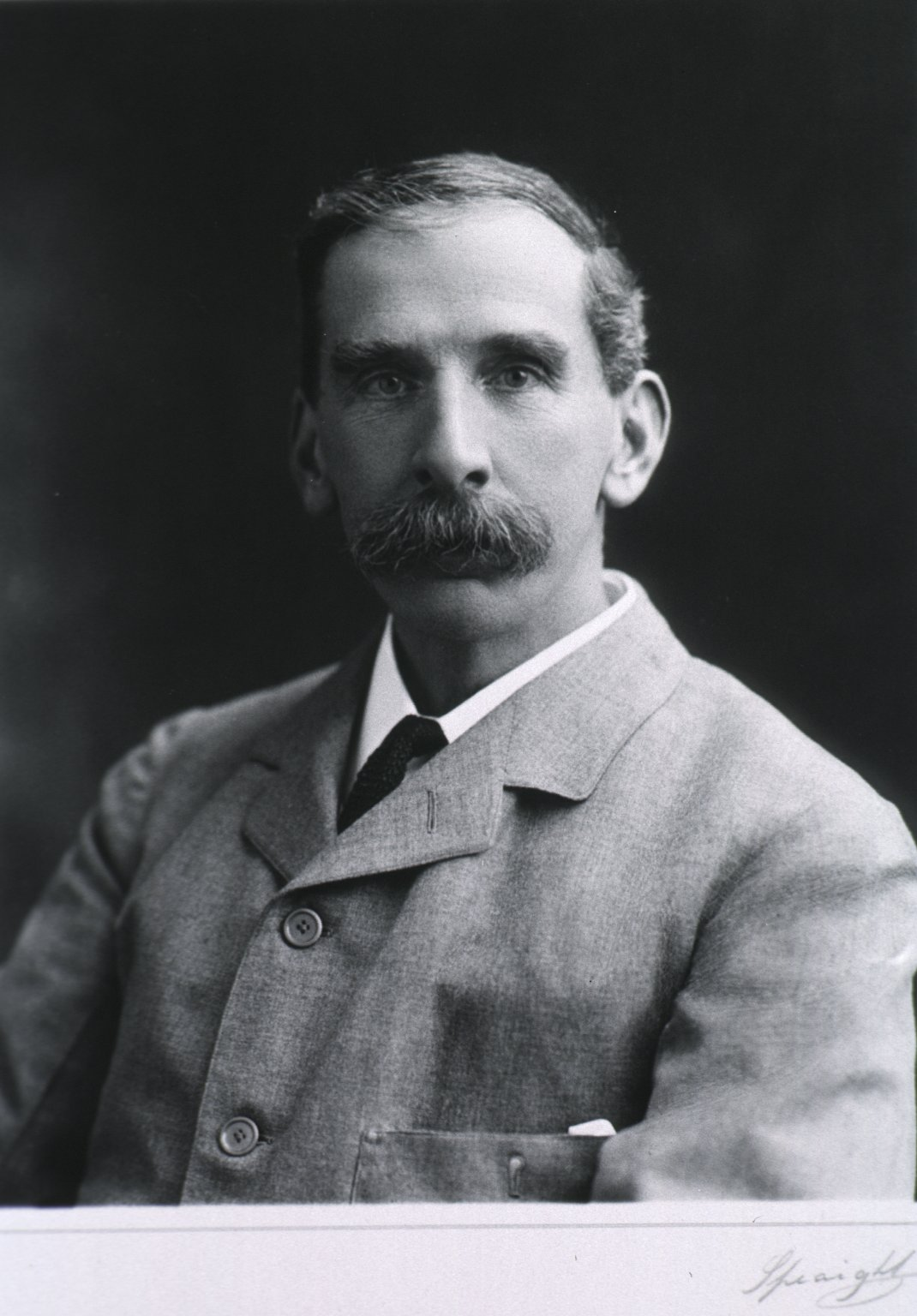
Victor Horsley

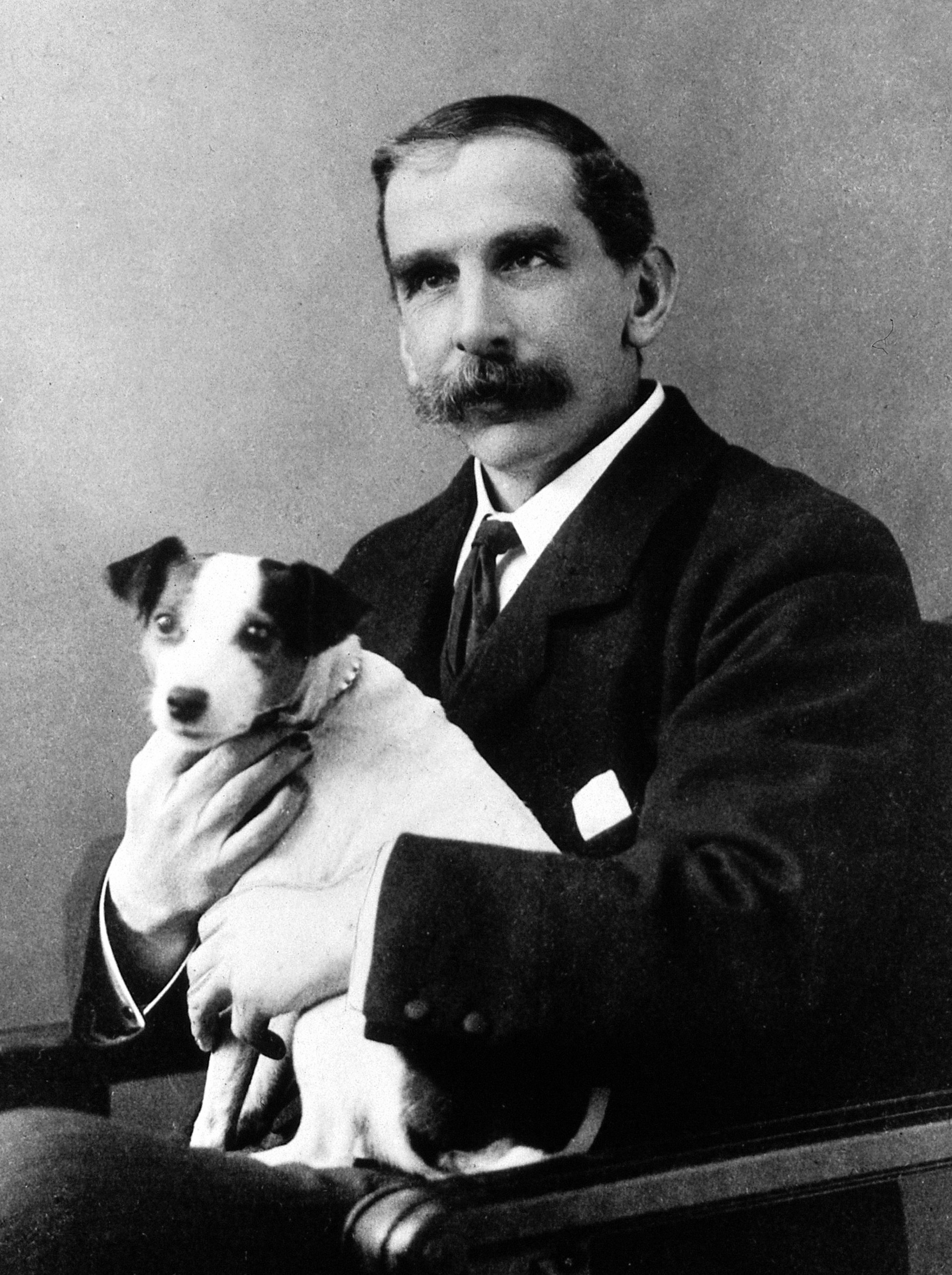
Victor Horsley

Sir Victor Alexander Haden Horsley (* 14. April 1857 in Kensington, London; † 16. Juli 1916 in Amarah, Irak) war ein britischer Chirurg, Pathologe, Physiologe und Neurochirurg.

## Leben und Wirken
Horsley, Sohn eines Künstlers, besuchte das University College London, wo er an der Hospital Medical School 1880 mit dem B. Sc. abschloss. Von 1882 bis 1896 unterrichtete er Pathologie am University College und von 1884 bis 1890 war er Brown Professor of Pathology an einem physiologischen Forschungszentrum (Brown Institution) der Universität London. Er betrieb eine chirurgische Privatpraxis und war als Chirurg ab 1885 am University College Hospital (zunächst als Assistant Surgeon) und ab 1886 am National Hospital for Paralysed and Epileptic in London tätig. 1899 wurde Horsley zum Professor für klinische Chirurgie ernannt. Am University College Hospital wirkte er dann als Chirurg von 1900 bis 1906.
Im Ersten Weltkrieg diente er in der britischen Armee und kam so nach Ägypten und Mesopotamien. Horsley starb 1916 in Amarah (südlich von Bagdad) an einem Hitzschlag.
Horsley war wie Ernst von Bergmann ein Pionier der Gehirnchirurgie. Er war der Erste, der zwischen 1884 und 1886 intraoperative elektrische Stimulationen zur Lokalisation von epileptischen Foci benutzte. Damit war er ein Vorläufer der Arbeiten von Wilder Penfield. Horsley war einer der ersten Ersteller von sogenannten Hirnkarten. Im Jahr 1886 führte er nur ein Jahr nach William Macewen eine Laminektomie zur erstmaligen operativen Entfernung eines Rückenmarkstumors durch. Horsley punktierte zudem 1890 als Erster eine intramedulläre Zyste bei Syringomyelie.
Horsley befasste sich bereits 1906 mit der Lagerung und Beleuchtung bei der Durchführung bei Eingriffen am Gehirn. Er propagierte die Fixation des Kopfes und führte die Stirnleuchte bei neurochirurgischen Eingriffen ein. Zur seinerzeit sehr uneinheitlich gehandhabten Eröffnung der Dura verwendete er 1886 den typischen halbkreisförmigen Schnitt. Er führte 1891 die erste präganglionäre Wurzeldurchschneidung des Nervus trigeminus bei Trigeminusneuralgi durch, womit er die bei Durchtrennung peripher Äste des Nerven häufige Anaesthesia dolorosa vermeiden wollte. Im Jahr 1908 erfand er zusammen mit seinem Kollegen Robert H. Clarke vom University College London den Horsley-Clarke-Apparat. Dieses Gerät ermöglichte experimentelle und therapeutische Eingriffe in tieferliegende Strukturen von Wirbeltiergehirnen. Er führte dazu auch ein stereotaktisches Koordinatensystem zur Lokalisation von Hirnstrukturen ein.
Im Tierexperiment konnte er beweisen, dass die Unterfunktion der Schilddrüse die Ursache für Kretinismus und Myxödem ist.
Horsley setzte sich für die Gleichberechtigung von Frau und Mann ein, forderte eine kostenlose ärztliche Versorgung von Arbeitern und trat gegen Nikotin- und Alkoholmissbrauch ein.

## Ehrungen
1886 wurde Horsley als Mitglied („Fellow“) in die Royal Society gewählt, die ihm 1894 die Royal Medal verlieh. 1902 wurde er zum Knight Bachelor geadelt. Ebenfalls 1902 wurde er in die American Academy of Arts and Sciences gewählt. Seit 1910 war er korrespondierendes Mitglied der Preußischen Akademie der Wissenschaften.